# Паньгуань
Паньгуань (тронное имя кит. упр. 泮官特勒, пиньинь panguantelei, палл. Паньгуаньтэлэй, личное имя кит. упр. 多邏斯, пиньинь duoluosi, палл. Долосы) — каган Уйгурского каганата с 789 года по 790 год.

## Правление
Несмотря на то, что Дуньмага взошёл на престол незаконно, старейшины согласились признать его сына каганом Пангуанем. От танских властей он получил громоздкий титул Дэнлилогумомишицзюйлупигачжунчжэнь кэхань(登裏邏汩沒蜜施俱錄毗伽忠貞可汗). Цзедуши Ли Юаньчжун (李元忠) был отрезан тибетцами от сообщения со столицей. Уйгуры помогли организовать безопасный коридор для передвижения посланцев, но взамен принялись требовать уступок от китайского правительства. Между тем, многие покорённые уйгурами племена были недовольны союзом с Тан против Тибета. Шато (沙陀), гэлу, байянь и туцзюэ отделились от каганата и атаковали Бишбалык или Бэйтин (北庭) в нынешней Джунгарии. Неудачная контратака уйгур полководца Цзецзяньцзяса привела к захвату крепости.
В 790 каган послал несколько десятков тысяч уйгур, чтобы отбить Бэйтин у восставших племён. Но на подходе к крепости уйгуры встретили тибетскую армию и были разбиты, 2/3 воинов погибло. Китайский полководец Ян Сигу (楊襲古) покончил с собой.
Младшая жена Паньгуаня, ханша Е (葉) отравила кагана.

## Смута в Каганате
Каганат стал распадаться. Карлуки откололись и принялись грабить китайские владения в Джунгарии. Младший брат кагана (имя не сохранилось) объявил себя каганом, однако вскоре был убит князьями. Князья (китайцы упоминали, что это были не племенные вожди, а именно придворная знать) провозгласили каганом малолетнего Ачо (阿啜). Гйегяньгяс смог нанести поражение тибетской армии и вернулся в каганскую ставку. Каган поклонился полководцу и предложил его воинам ценности, полученные из Китая. Цзецзяньцзясы обещал покровительствовать новому кагану.
В 791 Ачо был утверждён танским императором как Фэнчэн-каган (奉誠可汗)